# Steinbruch Lasbeck
Der Steinbruch Lasbeck befindet sich in Iserlohn-Lasbeck, westlich von Nachrodt, im Tal des Lasbecker Bachs. In ihm wird Grauwacke der Honseler Schichten des Oberen Mitteldevons (Givet-Stufe) abgebaut. Pro Jahr werden bis zu 900.000 Tonnen abgebaut. Sie wird mit Lastwagen abtransportiert. Betreiber sind über die Betreibergesellschaft Steinbruch Lasbeck GmbH je zur Hälfte das französische Straßenbauunternehmen Eurovia, welche den Steinbruch 2010 von der Carl Risch GmbH erwarb, sowie das deutsche Straßenbauunternehmen Kemna Bau.
- 3D-Geländemodell des Steinbruchs

2013 wurde eine Erweiterung des Steinbruchs beantragt. Vor dem öffentlichen Erörterungstermin am 19. November 2013 im Ratssaal in Iserlohn im Rahmen des immissionsschutzrechtlichen Genehmigungsverfahrens wiesen die Einwohner darauf hin, dass jährlich etwa 70.000 Lkw-Fahrten durch das Wohngebiet erfolge, wenn man eine Beladung von 25 Tonnen pro Fahrzeug zu Grunde lege. Die Genehmigung zur Erweiterung wurde im September 2014 erteilt. 2015 wurde zum Ausgleich ein Reiterhof mit Fachwerkhäusern aus dem 19. Jahrhundert abgerissen und aufgeforstet.
Im mineralienarmen Gestein wurde nennenswerte Funde von Baryt verzeichnet.